# Moskvoretche-Sabourovo
Moskvoretche-Sabourovo (Муниципальный округ Москворечье-Сабурово) est un district administratif du district administratif sud de Moscou, existant depuis 1991.
Il tire son nom du village de Sabourovo qui était à l'origine à cet endroit, qui à son nom à la famille des Sabourov, propriétaire des terres environnantes, dont les symboles (la lance et la flèche d'or) apparaissent dans les armoiries et le drapeau du quartier.

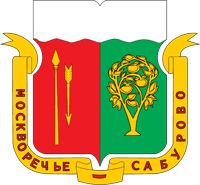
Armes du district
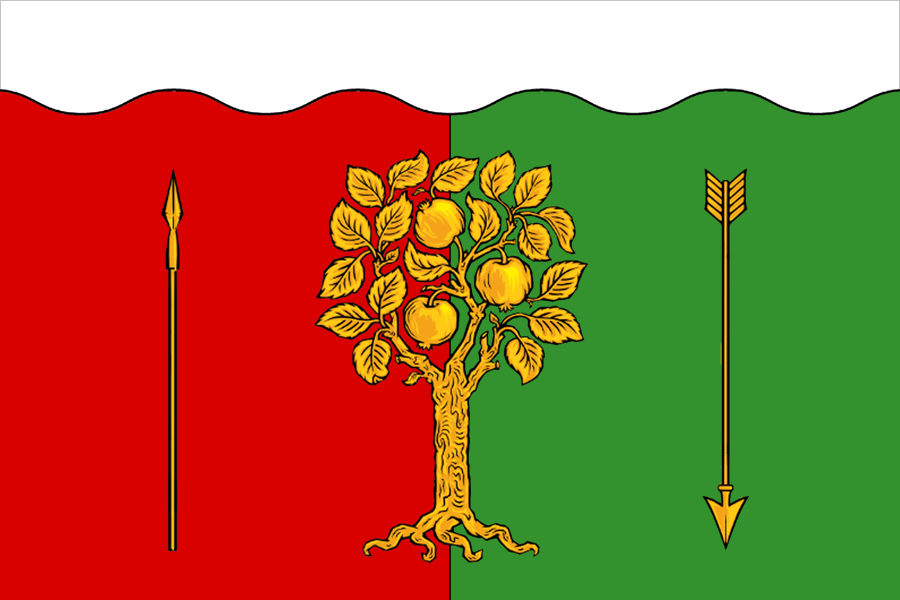
Drapeau du district